# 달평씨의 두 번째 죽음
《달평씨의 두 번째 죽음》은 1984년 7월 8일에 MBC TV에서 방영되었던 베스트셀러극장이다.

## 줄거리
설렁탕집 주인 달평(김무생)은 소문난 구두쇠이지만 남들 몰래 불우 이웃을 돕고 있다. 어느 날 그는 선행 중 폭행을 당하게 되는데, 이를 계기로 그의 선행이 언론에 보도되고 그는 유명인사가 된다. 처음에 언론에 이름이 오르내리는 것을 싫어했던 달평은 시간이 지나면서 점차 이에 익숙해지게 되는데...

## 출연
- 김무생
- 나문희
- 전인택
- 박성미
- 김상순
- 고영준
- 최은숙
- 조명남
- 김기현
- 정대홍
- 임채무
- 홍성선
- 홍순창
- 윤석오
- 이원재
- 맹상훈
- 차윤회
- 김동수
- 김민희
- 양진영